# 히스티딘
히스티딘(영어: histidine) (기호: His 또는 H)은 단백질의 생합성에 사용되는 α-아미노산이다. 히스티딘은 α-아미노기(생물학적 조건에서 양성자화된 −NH3+ 형태), α-카복실기(생물학적 조건에서 탈양성자화된 −COO− 형태) 및 곁사슬인 이미다졸(부분적으로 양성자화됨)을 포함하고 있다. 히스티딘은 생리학적 pH에서 양전하를 띤 아미노산으로 분류된다. 처음에는 유아에게만 필수적인 것으로 생각되었지만 이제는 장기간의 연구를 통해 성인에게도 필수적인 것으로 밝혀졌다. 히스티딘은 CAU, CAC 코돈에 의해 암호화되어 있다.
히스티딘은 1896년에 독일의 의사인 알브레히트 코셀과 스벤 구스타프 헤딘에 의해 최초로 분리되었다. 히스티딘은 또한 면역 반응에서 중요한 염증 물질인 히스타민의 전구체이기도 하다. 히스티딘의 아실 라디칼은 히스티딜(영어: histidyl)이다.

## 이미다졸 곁사슬의 특성
히스티딘에서 이미다졸 곁사슬의 짝산(양성자화된 형태)은 약 6.0의 pKa를 갖는다. 따라서 pH 6 미만에서 이미다졸 고리는 대부분 양성자화(헨더슨-하셀바흐 방정식에 의해 설명됨)된다. 생성된 이미다졸륨 고리는 2개의 NH 결합을 갖고 양전하를 띤다. 양전하는 두 질소 사이에 균등하게 분포되어 있으며, 두 개의 똑같이 중요한 공명 구조로 나타낼 수 있다. 때로는 일반적인 기호인 His 대신에 이러한 양성자화된 형태에 대해 기호 Hip이 사용된다. pH 6 이상에서는 두 개의 양성자 중 하나가 소실된다. 이미다졸 고리의 나머지 양성자는 질소에 존재하여 N1-H 또는 N3-H 호변 이성질체로 알려진 것을 생성할 수 있다. 위의 그림에 표시된 N3-H 호변 이성질체는 아미노기 및 카복실기를 포함하는 아미노산 골격으로부터 멀리 떨어진 3번 질소에서 양성자화되는 반면, N1-H 호변 이성질체는 골격에서 가까운 질소에서 양성자화된다. 이러한 중성 호변 이성질체는 양성자화되는 질소(각각 Nδ 및 Nε)에 따라 Hid 및 Hie 기호로 표시되기도 한다. 히스티딘의 이미다졸/이미다졸륨 고리는 모든 pH 범위에서 방향족성이다.
이미다졸 곁사슬의 산-염기 특성은 많은 효소들에서 촉매 메커니즘과 관련이 있다. 촉매 삼잔기에서 히스티딘의 염기성 질소는 세린, 트레오닌 또는 시스테인으로부터 양성자를 추출하여 친핵체로 활성화된다. 히스티딘 양성자 셔틀에서 히스티딘은 양성자를 빠르게 왕복시키는 데 사용된다. 염기성 질소로 양성자를 추출하여 양전하를 띤 중간생성물을 만든 다음, 완충제인 또 다른 분자를 사용하여 산성 질소로부터 양성자를 추출함으로써 이를 수행할 수 있다. 탄산무수화효소에서 히스티딘 양성자 셔틀은 효소의 활성 형태를 신속하게 재생하기 위해 아연 결합 물 분자로부터 양성자를 빠르게 왕복시키는 데 사용된다. 헤모글로빈의 나선 E와 F에서 히스티딘은 일산화 탄소(CO) 뿐만 아니라 산소 분자(O2)의 결합에 영향을 미친다. 이러한 상호작용은 O2에 대한 Fe(II)의 친화력을 항상시키지만, CO의 결합을 불안정하게 하며, 이는 자유 헴에서 20,000배 더 강한 것과 비교하여 헤모글로빈에서 200배만 더 강하게 결합하도록 한다.
이미다졸 곁사슬의 호변 이성질체 및 산-염기 특성은 15N NMR 분광법으로 특성화되었다. 두 개의 15N의 화학적 이동은 유사하다(시그마 스케일의 질산에 대해 약 200 ppm, 여기서 증가된 차폐는 화학적 이동 증가에 해당함). NMR 스펙트럼 측정은 N1-H의 화학적 이동이 약간 떨어지는 반면, N3-H의 화학적 이동은 상당히 떨어지는 것으로(약 190 ppm 대 145 ppm) 나타났다. 이 변화는 N1-H 호변 이성질체가 선호됨을 나타내며, 이는 아마도 인접한 암모늄에 대한 수소 결합 때문일 수 있다. N3에서의 차폐는 질소의 고립 전자쌍과 방향족 고리의 여기된 π* 상태 사이의 대칭 허용 상호작용을 포함하는 2차 상자성 효과로 인해 실질적으로 감소된다. pH > 9에서 N1 및 N3의 화학적 이동은 약 185 ppm 및 170 ppm이다.

### 리간드
|  |

히스티딘은 많은 금속 이온들과 착물을 형성할 수 있다. 히스티딘 잔기의 이미다졸 곁사슬은 일반적으로 금속단백질에서 리간드로 작용한다. 한 가지 예는 미오글로빈과 헤모글로빈의 Fe에 부착된 축 염기이다. 폴리히스티딘 태그(6개 이상의 연속된 히스티딘 잔기)는 마이크로몰의 친화도로 니켈 또는 코발트 컬럼에 결합하여 단백질 정제에 사용된다. 독사인 아테리스 스쿠아미게라(Atheris squamigera)의 독에서 발견되는 천연 폴리히스티딘 펩타이드는 Zn2+, Ni2+, Cu2+와 결합하고 독 메탈로프로테이스의 기능에 영향을 미치는 것으로 나타났다.
|  |

## 물질대사

### 생합성

히스티딘 생합성 경로: 8가지 다른 효소들이 10단계 반응을 촉매한다. 이 그림에서 His4 유전자의 산물은 대사 경로에서 4가지 다른 반응들을 촉매한다.

L-히스티딘은 사람에서 신생합성되지 않는 필수 아미노산이다. 사람과 다른 동물들은 히스티딘이나 히스티딘 함유 단백질을 섭취해야 한다. 히스티딘의 생합성은 대장균과 같은 원핵생물에서 널리 연구되어 왔다. 대장균에서 히스티딘의 생합성은 8가지 유전자 산물들(His1, 2, 3, 4, 5, 6, 7, 8)이 관여하며 10단계로 일어난다. 이것은 단일 유전자 산물이 하나 이상의 반응을 촉매할 수 있는 능력을 가지고 있기 때문에 가능하다. 예를 들어 히스티딘 생합성 경로에서 볼 수 있듯이 His4 유전자의 산물인 히스티딘올 탈수소효소는 대사 경로에서 4가지 다른 단계들을 촉매한다.
히스티딘은 오탄당 인산 경로에서 리보스-인산 다이포스포키네이스에 의해 리보스 5-인산으로부터 만들어지는 포스포리보실 피로인산(PRPP)로부터 합성된다. 히스티딘 생합성의 첫 번째 반응은 ATP 포스포리보실기전이효소에 의한 포스포리보실 피로인산(PRPP)과 아데노신 삼인산(ATP)의 축합 반응이다. ATP 포스포리보실기전이효소는 그림에서 His1로 표시되어 있다. 그런 다음 His4 유전자의 산물은 축합 반응의 산물인 포스포리보실-ATP를 가수분해하여 비가역적인 단계에서 포스포리보실-AMP(PRAMP)를 생성한다. 그런 다음 His4 유전자의 산물은 포스포리보실폼이미노AICAR-인산의 형성을 촉매하고, 이것은 His6 유전자의 산물에 의해 포스포리불로실폼이미노-AICAR-P로 전환된다. His7 유전자의 산물은 포스포리불로실폼이미노-AICAR-P를 분해하여 D-에리트로-이미다졸-글리세롤-인산을 형성한다. 이후 His3 유전자의 산물은 이미다졸 아세톨-인산을 형성하면서 물을 방출한다. 그런 다음 His5 유전자의 산물은 L-히스티딘올-인산을 만들고, 이것은 His2 유전자의 산물이 히스티딘올을 만드는 것에 의해 가수분해된다. His4 유전자의 산물인 히스티딘올 탈수소효소는 L-히스티딘올의 산화를 촉매하여 아미노 알데하이드인 L-히스티딘알을 형성한다. 마지막 단계에서 L-히스티딘알은 L-히스티딘으로 전환된다.
히스티딘 생합성 경로는 균류인 붉은빵곰팡이(Neurospora crassa)에서 연구되었으며, 다중효소 복합체를 암호화하는 유전자(His-3)가 대장균의 His4 유전자와 유사한 것으로 밝혀졌다. 붉은빵곰팡이 히스티딘 돌연변이체에 대한 유전적 연구에서는 다중효소 복합체의 개별 활성이 His-3 유전자 지도의 별개의 연속 섹션에서 발생함을 나타냈으며, 이는 다중효소 복합체의 다양한 활성이 서로 별도로 암호화된다는 것을 시사한다. 그러나 세 가지 활성이 동시에 결여된 돌연변이체도 발견되었는데, 이는 일부 돌연변이가 복합체 전체의 기능 상실을 초래한다는 것을 암시한다.
동물과 미생물과 마찬가지로 식물도 생장과 발생에 히스티딘이 필요하다. 미생물과 식물은 히스티딘을 합성할 수 있다는 점에서 유사하다. 미생물과 식물은 둘 다 생화학적 대사 중간생성물인 포스포리보실 피로인산으로부터 히스티딘을 합성한다. 일반적으로 히스티딘 생합성은 미생물과 식물에서 매우 유사하다.

#### 생합성의 조절
히스티딘 생합성 경로를 진행시키려면 에너지가 필요한 데 ATP는 대사 경로의 첫 번째 효소인 ATP 포스포리보실기전이효소(오른쪽 그림에서 His1로 표시됨)를 활성화시킨다. ATP 포스포리보실기전이효소는 음성 피드백을 통해 조절되는 속도 결정 단계를 촉매하는 효소로, 생성물인 히스티딘이 존재하면 저해된다.

### 분해
히스티딘은 시트르산 회로의 대사 중간생성물로 전환될 수 있는 아미노산 중 하나이다. 히스티딘은 프롤린 및 아르기닌과 같은 다른 아미노산과 함께 아미노기가 제거되는 과정인 탈아미노화에 참여한다. 원핵생물에서 히스티딘은 먼저 히스티데이스에 의해 유로칸산으로 전환된다. 그런 다음 유로카네이스는 유로칸산을 이미다졸-4-온-5-프로피온산으로 전환한다. 이미다졸론프로피오네이스는 이미다졸-4-온-5-프로피온산으로부터 폼이미노글루탐산(FIGLU)을 형성하는 반응을 촉매한다. 폼이미노기는 테트라하이드로폴산으로 전이되고, 나머지 5개의 탄소는 글루탐산을 형성한다. 전반적으로 이들 반응은 글루탐산과 암모니아를 생성한다. 그런 다음 글루탐산은 글루탐산 탈수소효소에 의해 탈아미노화되거나 아미노기 전이 반응에 의해 α-케토글루타르산을 형성할 수 있다.

### 다른 생물학적 활성 아민으로의 전환
- 아미노산인 히스티딘은 염증 반응에 필요한 체내에서 생성되는 아민인 히스타민의 전구체이다.[24]
- 히스티딘 암모니아 분해효소는 히스티딘을 암모니아와 유로칸산으로 전환시킨다. 이 효소의 결핍은 희귀 대사 장애인 히스티딘혈증에서 발견되며, 주요 진단 소견으로 유로칸산뇨증을 발생시킨다.
- 히스티딘은 특정 메틸기전이효소에 의해 골격근 손상에 대한 바이오마커 역할을 하는 3-메틸히스티딘으로 전환될 수 있다.[25]
- 히스티딘은 또한 골격근에서 발견되는 다이펩타이드인 카르노신 생합성의 전구체이다.[26]
- 방선균 및 붉은빵곰팡이와 같은 자낭균류에서 히스티딘은 항산화제인 에르고싸이오네인으로 전환될 수 있다.[27]

|  |

## 필요 요건
미국 의학 연구소의 식품 영양 위원회(FNB)는 2002년에 필수 아미노산에 대한 권장 식이 허용량(RDA)을 제정했다. 19세 이상의 성인의 경우 매일 체중 1 kg 당 14 mg의 히스티딘이 필요하다. 히스티딘의 보충은 신경 장애, 아토피성 피부염, 대사 증후군, 당뇨병, 요독성 빈혈, 궤양, 염증성 장질환, 악성 종양 및 격렬한 운동 중 근육 손상을 비롯한 다양한 질환에 사용하기 위해 연구되고 있다.

## 같이 보기
- 아미노산
- 단백질생성성 아미노산
- 카르노신혈증
- β-알라닌
- 다이프타마이드
- 파울리 반응